# Salix mictotricha
Salix mictotricha är en videväxtart som beskrevs av C. K. Schneider. Salix mictotricha ingår i släktet viden, och familjen videväxter. Inga underarter finns listade i Catalogue of Life.